# Taita-Taveta
Taita-Taveta är ett av Kenyas 71 administrativa distrikt, och ligger i provinsen Kustprovinsen. År 1999 hade distriktet 246 671 invånare. Huvudorten är Wundanyi, men Voi är den största staden i distriktet.